# Гардінер (Нью-Йорк)
Гардінер (англ. Gardiner) — місто (англ. town) в США, в окрузі Ольстер штату Нью-Йорк. Населення — 5610 осіб (2020).

### Клімат
| Клімат : Гардінер            | Клімат : Гардінер | Клімат : Гардінер | Клімат : Гардінер | Клімат : Гардінер | Клімат : Гардінер | Клімат : Гардінер | Клімат : Гардінер | Клімат : Гардінер | Клімат : Гардінер | Клімат : Гардінер | Клімат : Гардінер | Клімат : Гардінер | Клімат : Гардінер |
| Показник                     | Січ.              | Лют.              | Бер.              | Квіт.             | Трав.             | Черв.             | Лип.              | Серп.             | Вер.              | Жовт.             | Лист.             | Груд.             | Рік               |
| Абсолютний максимум, °C      | 20,6              | 21,1              | 30,0              | 35,0              | 34,4              | 34,4              | 37,8              | 37,2              | 35,6              | 31,7              | 26,7              | 22,8              | 37,8              |
| Середній максимум, °C        | 1,1               | 2,8               | 7,8               | 14,4              | 21,1              | 25,6              | 28,3              | 27,2              | 22,8              | 16,7              | 10,0              | 3,9               | 15,2              |
| Середній мінімум, °C         | −10,6             | −9,4              | −3,9              | 2,2               | 7,8               | 12,8              | 15,0              | 14,4              | 9,4               | 2,8               | −1,7              | −6,7              | 2,7               |
| Абсолютний мінімум, °C       | −32,8             | −27,8             | −25               | −11,1             | −2,8              | 0,6               | 5,0               | 1,7               | −2,8              | −8,9              | −15,6             | −25,6             | −32,8             |
| Норма опадів, мм             | 82                | 65                | 91                | 98                | 117               | 109               | 108               | 95                | 104               | 85                | 95                | 84                | 1133              |
| ---------------------------- | ----------------- | ----------------- | ----------------- | ----------------- | ----------------- | ----------------- | ----------------- | ----------------- | ----------------- | ----------------- | ----------------- | ----------------- | ----------------- |
| Джерело: The Weather Channel |                   |                   |                   |                   |                   |                   |                   |                   |                   |                   |                   |                   |                   |

## Демографія
Згідно з переписом 2010 року, у місті мешкало 5713 осіб у 2229 домогосподарствах у складі 1500 родин. Було 2610 помешкань
Расовий склад населення:
| - 93,2 % — білих - 1,5 % — чорних або афроамериканців - 1,1 % — азіатів - 0,1 % — корінних американців - 2,3 % — осіб інших рас |

До двох чи більше рас належало 1,8 %. Частка іспаномовних становила 6,7 % від усіх жителів.
За віковим діапазоном населення розподілялося таким чином: 22,3 % — особи молодші 18 років, 65,4 % — особи у віці 18—64 років, 12,3 % — особи у віці 65 років та старші. Медіана віку мешканця становила 43,2 року. На 100 осіб жіночої статі у місті припадало 100,7 чоловіків;  на 100 жінок у віці від 18 років та старших — 99,6 чоловіків також старших 18 років.
Середній дохід на одне домашнє господарство  становив 102 535 доларів США (медіана — 71 853), а середній дохід на одну сім'ю — 127 779 доларів (медіана — 94 327). Медіана доходів становила 57 083 долари для чоловіків та 41 913 долари для жінок. За межею бідності перебувало 8,0 % осіб, у тому числі 0,0 % дітей у віці до 18 років та 20,3 % осіб у віці 65 років та старших.
Цивільне працевлаштоване населення становило 2722 особи. Основні галузі зайнятості: освіта, охорона здоров'я та соціальна допомога — 33,4 %, виробництво — 11,5 %, мистецтво, розваги та відпочинок — 10,5 %, науковці, спеціалісти, менеджери — 10,0 %.